# Alejandro Romahn
Alejandro Romahn (* 16. März 1949; † 19. Februar 2023) ist ein ehemaliger mexikanischer Fußballspieler auf der Position eines Stürmers.

## Laufbahn
Romahn begann seine Profikarriere beim Hauptstadtverein Atlético Español.
1974 wechselte er zum Stadtrivalen Club América, mit dem er in der Saison 1975/76 die mexikanische Fußballmeisterschaft gewann.
Anschließend verbrachte er eine Saison beim CF Laguna, bevor er zu Atlético Español zurückkehrte und dann seine aktive Laufbahn beim Puebla FC beendete.
Im September 1974 absolvierte Romahn zwei Länderspieleinsätze für die mexikanische Fußballnationalmannschaft, die beide gegen die Fußballnationalmannschaft der Vereinigten Staaten (3:1 und 1:0) gewonnen wurden.

## Erfolge
- Mexikanischer Meister: 1976